# Movie Star Junkies (album)
Movie Star Junkies è l'album di debutto dell'omonimo gruppo musicale italiano, pubblicato nel 2008.

## Tracce
1. Dead Love Rag
2. The Curse
3. Do The Kick
4. Cleavage
5. Midnight Train
6. Gil Scott-Heroin
7. Dialogue Between Z. Swenson and T. Leary
8. Lipstick